# Палацо Матеи
Палацо Матеи – дворец на римската фамилия Матеи. Той е най-известния сред групата постройки на фамилията (сред които е и Вила Матеи, формиращи квартал Матеи в Рим .

## Описание
Карло Мардено проектира двореца в началото на XVII век за Асдрубале Матеи, маркиз на Джиове и баща на Джироламо Матеи . Пиедро Кортона изготвя специален план за интериора на двореца, включваща двойка композиции на тавана, датиращи преди 1626. В началото на 19 век, една група от картини от колекцията на двореца е закупен от Уилям Хамилтън Нисбет и пратени в Шотландия.
Подобно на други от семейството Матеи, Асдрубале Матеи е ентусиазиран покровител на изкуствата. Караваджо също се включва в изписването на двореца живее там през 1601.